# Escape from Monkey Island
Escape from Monkey Island é um jogo eletrônico de aventura desenvolvido e publicado pela LucasArts em 2000. É o quarto jogo da série Monkey Island e o primeiro a utilizar gráficos tridimensionais.
O jogo se centra no pirata Guybrush Threepwood, que retorna para sua casa com a sua esposa Elaine Marley após sua lua de mel, para descobrir que sua morte foi erroneamente declarada, e o emprego dela como governador foi posto em eleição. Guybrush precisa achar um jeito de recolocar Elaine no poder, enquanto descobre uma trama para transformar o Caribe em atração turística, comandada por seu arqui-inimigo LeChuck e um conspirador australiano de nome Ozzie Mandrill.
Escape from Monkey Island foi o último jogo de aventura da Lucas Art e o segundo e último a utilizar o motor GrimE, depois de Grim Fandango. O jogo está disponível agora no GOG. com.

## Jogabilidade
Escape from Monkey Island é um jogo de aventura que consiste no diálogo com personagens e a resolução de quebra-cabeças. O jogo é controlado inteiramente por teclado ou por joystick.
Uma nova adição ao jogo foram as linhas de ação. Guybrush irá apontar para qualquer item com o qual possa haver interação; o jogador poderá usar os botões Page Up ou Page Down para selecionar o item com o qual quer interagir.

### Monkey Kombat
Uma das marcas registradas da série Monkey Island, as lutas de espadas com insultos - os duelos de espada no qual quem souber mais insultos e réplicas vence - é mencionado como uma "queda de braço com insultos", e um duelo invencível contra Ozzie Mandrill.
Na segunda parte do jogo, os jogos de insultos são substituídos pelo "Monkey Kombat", um nome parodiado de Mortal Kombat. Monkey Kombat é um jogo do estilo pedra, papel, e tesoura, no qual você precisa memorizar linhas de "insultos de macacos e respostas", que consiste em composições aleatórias de "palavras de macaco", como "oop", "chee", "ack" e "eek".

## Enredo
A história começa com Guybrush Threepwood e Elaine Marley retornando a Ilha do Vale-Tudo de sua lua de mel, para onde embarcaram no final do jogo anterior, Curse of Monkey Island. Lá eles descobrem que Elaine foi declarada legalmente morta, e sua posição como governadora foi posta a votação, e sua mansão à ser destruída.
Guybrush mais tarde encontra com três de seus antigos "amigos", Meathook, Otis e Carla (que apareceram previamente no primeiro jogo da série como sua tripulação, em Secret of Monley Island). Juntos, descobrem uma conspiração planejando expulsar todos os piratas do Caribe, fazendo das ilhas um paraíso turístico. LeChuck e um novo vilão de nome Ozzie Mandrill encabeçam o plano. Eles procuram por um talismã vodu conhecido como o Insulto Definitivo.